# Fiona Björling
Ann Fiona Björling, född 18 januari 1944 i Storbritannien, är en svensk politiker (miljöpartist) som var språkrör för Miljöpartiet de gröna 1988–90. Hon är professor i slaviska språk vid Lunds universitet.
Björling valdes till språkrör vid ett förtroenderådsmöte i oktober 1988. Sedan valdes hon på ordinarie kongress 1989.

## Ledamotskap
- Ledamot av Vetenskapssocieteten i Lund (LVSL, 1981)[4]